# رامزي ماكدونالد
جيمس رامزي ماكدونالد (بالإنجليزية: Ramsay MacDonald)‏ حائز على جائزة زمالة الجمعية الملكية (12 أكتوبر 1866 – 9 نوفمبر 1937)، هو سياسي بريطاني وأول عضو في حزب العمال ليصبح رئيس وزراء المملكة المتحدة، وقاد حكومات الأقليات العمالية لتسعة أشهر في عام 1924 ثم في الفترة الممتدة بين 1929 حتى 1931. أما في الفترة بين عامي 1931 و 1935، فتولى رئاسة حكومة وطنية يهيمن عليها حزب المحافظين، ولم يؤيدها سوى عدد قليل من أعضاء حزب العمال. ونتيجة لذلك طُرد ماكدونالد من حزب العمال.
كان ماكدونالد واحدًا من مؤسسي حزب العمال الرئيسيين الثلاثة إلى جانب كير هاردي وآرثر هندرسون في عام 1900. كان رئيس نواب حزب العمال قبل عام 1914، وبعد غياب في حياته المهنية إثر معارضته للحرب العالمية الأولى، أصبح زعيمًا لحزب العمال عام 1922. أما حكومة العمل الثانية (1929-31) فقد هيمنت عليها أزمة الكساد الكبير. شكل الحكومة الوطنية لتنفيذ تقليص النفقات بهدف الدفاع عن نظام غطاء الذهب، ولكن كان لا بد من التخلي عنها بعد تمرد إنفيرغوردون، ودعا إلى عقد انتخابات عامة عام 1931 سعيًا للحصول على ما يُسمى «انتداب الطبيب» (يحدث هذا عندما تحدث مشكلة أثناء وجود الحزب في السلطة فيتحتم عليه أن يستجيب لها كما يستجيب الطبيب للمريض) لإصلاح الاقتصاد. فاز الائتلاف الوطني بأغلبية ساحقة، وقلّص حزب العمال إلى ما يقرب من خمسين مقعدًا في مجلس العموم. تدهورت صحته وتنحى عن منصب رئيس الوزراء عام 1935، ليبقى رئيس المجلس حتى تقاعده عام 1937. توفي في وقت لاحق من ذلك العام.
أضحى ماكدونالد مُنظّرًا مهمًا إثر خطاباته ومنشوراته وكتبه. صرح المؤرخ جون شيبرد « إن مواهب ماكدونالد الفطرية من حضوره المهيب ووسامته إلى خطابه المقنع بلكنة مرتفعات اسكتلندا الفاتنة جعلته زعيم العمال البارز». وبعد عام 1931، أُدين ماكدونالد مرارًا وتكرارًا بشدة من قِبَل الحركة العمالية باعتباره خائنًا للقضية. منذ ستينيات القرن العشرين، دافع المؤرخون عن سمعته مؤكدين على دوره السابق في بناء حزب العمال ومواجهة أزمة الكساد الكبير، واعتباره سلفًا مفترضًا لعمليات إعادة ترتيب الانتماءات السياسية في تسعينيات القرن العشرين والعقد الأول من القرن الحادي والعشرين.

## النشأة

### لوزيماوث
وُلِد ماكدونالد في غريغوري بلايس، لوزيماوث، مورايشر، اسكتلندا، وهو الابن غير الشرعي لعامل المزرعة، جون ماكدونالد وخادمة المنزل، آن رامزي. سُجِّل لدى ميلاده باسم جيمس مكدونالد (كذا) رامزي، وكان معروفًا باسم جايمي ماكدونالد. إن حقيقة كون المرء ابنًا غير شرعي كان عقبة مهمة في اسكتلندا في القرن التاسع عشر، لكنه لم يكن بذات الدرجة من الإشكالية في المجتمعات الزراعية في الشمال والشمال الشرقي؛ وفي عام 1868، أشار تقرير اللجنة الملكية المعنية بتوظيف الأطفال والشباب والنساء في الزراعة إلى أن معدل عدم الشرعية بلغ نحو 15% – تقريبًا واحد من كل ستة أشخاص قد وُلد خارج نطاق الزواج. عملت والدة ماكدونالد كخادمة منزلية في مزرعة كلايدال، بالقرب من ألفيس، حيث كان والده يعمل أيضًا. وكان من المفترض أن يتزوجا، لكن لم يتم الزفاف قط. إما لأن الزوجين تشاجرا واختارا عدم الزواج، أو لأن أم آن، إيزابيلا رامزي، تدخلت لمنع ابنتها من الزواج من رجل اعتبرته غير مناسب.
تلقى رامزي ماكدونالد تعليمه الابتدائي في مدرسة كنيسة اسكتلندا الحرة في لوزيماوث بين عامي 1872 و 1875، ثم تابع في مدرسة أبرشية درايني. ترك المدرسة في نهاية الفصل الدراسي عام 1881، في سن الخامسة عشرة وبدأ العمل في مزرعة مجاورة. في ديسمبر 1881، عُيّن مدرسًا متدربًا في مدرسة أبرشية درايني. في عام 1885، غادر ليتولى منصب مساعد موردونت كروفتون، وهو قسيس في بريستول كان يحاول إنشاء نقابة للفتيان والشباب في كنيسة سانت ستيفن. انضم رامزي ماكدونالد في بريستول إلى الاتحاد الديمقراطي، وهي منظمة راديكالية، غيّرت اسمها بعد بضعة أشهر إلى الاتحاد الديمقراطي الاجتماعي (إس دي إف). بقي في المجموعة التي غادرت الاتحاد لتصبح جمعية بريستول الاشتراكية. وفي أوائل عام 1886 انتقل إلى لندن.

### اكتشاف الاشتراكية في لندن
بعد فترة قصيرة من العمل في عنونة المغلفات في الاتحاد الوطني لراكبي الدراجات في شارع فليت، وجد نفسه عاطل عن العمل واضطر إلى العيش على كمية صغيرة من المال كان قد ادّخره في بريستول. في نهاية المطاف وجد ماكدونالد وظيفة ككاتب فواتير في مستودع كوبر، بوكس وشركائه. خلال هذه الفترة كان يعمل على تعميق أوراق اعتماده الاشتراكية، وانخرط بقوة في الاتحاد الاشتراكي بقيادة سي إل فيتزجيرالد، الذي هَدَفَ – على عكس إس دي إف – إلى تقدم المثل الاشتراكية من خلال النظام البرلماني. شهد ماكدونالد يوم الأحد الدامي في 13 نوفمبر 1887 في ميدان ترافالجار، وردًا على ذلك، نشر كتيب في جريدة بال مول غازيت تحت عنوان «تذكروا ميدان ترافالجار: الإرهاب المحافظ عام 1887».
أبقى ماكدونالد على اهتمامه في السياسة الاسكتلندية. مثّل مشروع قانون غلادستون للحكم الذاتي الأيرلندي الأول مصدر إلهام لإنشاء رابطة الحكم الذاتي الإسكتلندي في إدنبره. في 6 مارس 1888، شارك ماكدونالد في اجتماع الاسكتلنديين المقيميين في لندن، الذين شكلوا بناء على اقتراحه لجنة لندن العامة لرابطة الحكم الذاتي الإسكتلندي. لفترة من الوقت أيّد الحكم الذاتي لاسكتلندا، ولكن لم يجد سوى القليل من الدعم بين صفوف الاسكتلنديين في لندن. ومع ذلك، لم يفقد ماكدونالد اهتمامه بالسياسة الاسكتلندية والحكم الذاتي، وكتب في صحيفة الاشتراكية: الناقدة والبناءة، التي نشرت في عام 1921: «إن عملية أنجلزة اسكتلندا تتقدم بلا هوادة نحو الإضرار بتعليمها وموسيقاها وأدبها وعبقريتها، والجيل الناشئ تحت هذا التأثير يتم اجتثاثه من ماضيه».
كانت السياسة بالنسبة لماكدونالد في ثمانينيات القرن التاسع عشر ما تزال أقل أهمية من تعزيز تعليمه. بين عامي 1886 و 1887، درس ماكدونالد علم النبات والزراعة والرياضيات والفيزياء في معهد بيركبيك الأدبي والعلمي (حاليًا كلية بيركبيك، جامعة لندن) ولكن خذلته صحته فجأة بسبب الإرهاق قبل أسبوع من فحصه، ما أنهى أي فكرة بمهنة علمية. ومع ذلك، عُيّن لاحقًا رئيسًا للمعهد في عام 1895، واستمر في شغفه الكبير بمهمة بيركبيك في سنينه اللاحقة.
في عام 1888، شغل ماكدونالد منصب سكرتير خاص لتوماس لوغ الذي كان تاجرًا للشاي وسياسي راديكالي. انتُخِب لوغ عضو الحزب الليبرالي في البرلمان تمثيلًا عن ويست إسلينغتون في عام 1892. والآن فُتحت أبواب عديدة أمام ماكدونالد: فقد تمكن من الوصول إلى النادي الليبرالي الوطني، فضلاً عن مكاتب تحرير الصحف الليبرالية والراديكالية؛ وقد جعل نفسه معروفًا أمام العديد من نوادي لندن الراديكالية وبين الساسة الراديكاليين والعماليين. اكتسب ماكدونالد خبرة قيمة في طريقة عمل الانتخابات. وفي الوقت نفسه، ترك وظيفة لوغ لتوسعة نشاطاته كصحفي مستقل. وفي مجالات أخرى، قام ماكدونالد، بصفته عضوًا في الجمعية الفابية، بجولات وألقى محاضرات باسم الجمعية في كلية لندن للاقتصاد وفي أماكن أخرى.

## روابط خارجية
- رامزي ماكدونالد على موقع IMDb (الإنجليزية)
- رامزي ماكدونالد على موقع الموسوعة البريطانية (الإنجليزية)
- رامزي ماكدونالد على موقع ميوزك برينز (الإنجليزية)
- رامزي ماكدونالد على موقع إن إن دي بي (الإنجليزية)
- رامزي ماكدونالد على موقع ديسكوغز (الإنجليزية)